# Marcin Flis
Marcin Flis (Bychawa, 10 febbraio 1994) è un calciatore polacco, difensore del Pogoń Siedlce.

## Caratteristiche tecniche
Dopo aver iniziato come terzino sinistro, nel corso della carriera si è ritrovato a ricoprire principalmente il ruolo di difensore centrale.

## Carriera
Cresciuto nel settore giovanile del Ruch Chorzów, a diciotto anni passa al GKS Belchatow, con cui debutta in Ekstraklasa, massimo livello del calcio polacco. Dopo quattro stagioni con i biancoverdi passa al Piast Gliwice, dove ha anche la possibilità di esordire in campo internazionale, nel match di qualificazione all'Europa League contro il Göteborg. 
Nel 2018 passa prima al Górnik Łęczna e poi al Sandecja Nowy Sącz, dove resta due stagioni. Grazie alle sue buone prestazioni viene acquistato dallo Stal Mielec, neopromosso in Ekstraklasa, dove chiude con una salvezza e il suo record di marcature stagionali (3). 